# ミミおよびミ
ミミ（耳、彌彌、美美）およびミ（彌、見、美、海、看）は古代日本の尊称。

## 概説
「ミ」（霊）は神格を表す尊称（神霊の意）として「ワタツミ」（海つ霊）や「ヤマツミ」（山つ霊）等と用いられ、「ミミ」（霊霊）はその「ミ」（霊）を重ねたものとされる。

## 地域的首長としてのミミおよびミ
『魏志倭人伝』は3世紀の投馬国の首長に「彌彌（ミミ）」および「彌彌那利（ミミナリ）」がいたことを記している。
『古事記』および『日本書紀』では和泉地方に陶津耳（スエツミミ）、摂津地方に三嶋溝橛耳（ミシマミゾクイミミ）、丹波地方に玖賀耳（クガミミ）、また但馬地方に前津耳（マサキツミミ）が記録されているが、いずれもその地方の首長と考えられている。『出雲国風土記』には波多都美命（ハタツミ）や伎自麻都美（キジマツミ）など「ミ」の付く人物が記されており、いずれも地域的首長である。
また『古事記』の出雲神話に出てくる須賀之八耳（スガノヤツミミ）、布帝耳（フテミミ）、鳥耳（トリミミ）、多比理岐志麻流美（タヒリキシマルミ）、天日腹大科度美（アメノヒバラオオシナドミ）も地域的首長と考えられる。
他に近江国伊香郡の伊香刀美（イカトミ、伊香津臣命か）那志登美（ナシトミ、梨迹臣命）、大和国葛城氏の都夫良意富美（ツブラノオオミ）なども地名にミを付けた地域的首長を表すと考えられる。
綏靖天皇の和風諱号である神沼河耳命（カムヌナカワミミ）や、その兄である神八井耳命（カムヤイミミ）なども同様である。

## 神社におけるミミおよびミ
若狭国の彌美（ミミ）神社、信濃国の南方刀美（ミナカタトミ）神社、近江国の阿志都弥（アシツミ）神社、大和国高市郡の加夜奈留美（カヤナルミ）神社、阿波国美馬郡の波尓移麻比彌（ハニヤマヒミ）神社などは、ミミやミを神名に入れた神社である。

## 姓氏の中のミミおよびミ
氏の名の末尾にミ（ツミ）がつく代表的な例には、綿積豊玉彦命（ワダツミ）を祖先とする阿曇氏（アヅミ）や饒速日命を祖先とする穂積氏（ホヅミ）、和珥氏の同族と見られる鰐積氏（ワニヅミ）、出雲国造の同族と見られる出雲積氏（イヅモヅミ）、津積氏（ツヅミ）がある。
氏の名にミは付かないが、その祖先にミがつく例には、賀茂氏の祖先の大賀茂都美命（オオカモツミ）、久米氏の祖先の味耳命（ウマシミミ）、阿智祝部同族で知々夫国造の祖先の味耳命（ウマシミミ）、吉備氏の祖先の御鋤友耳命（ミスキトモミミ）、紀氏（紀国造）の祖先の豊耳命（トヨミミ）、肥君（火国造）の祖先の健緒組命（タケオグミ）、日置部氏の祖先の天櫛耳命（アメノクシミミ）、天櫛耳命の子の天富命（アメノトミ）、額田部氏の祖先の天由久富命（アメノユクトミ）がいる。

## 皇室系譜のミミおよびミ
皇室系譜の最も古い部分にミミおよびミの系譜が見られる。とりわけ天忍穂耳（アメノオシホミミ）、彦火火出見尊（ヒコホホデミ）、神武天皇（別名ホホデミ）の子として多芸志美美命（手研耳（タギシミミ）命）、神八井耳（カムヤイミミ）命、神渟名川耳（カムヌナカワミミ）尊、日子八井（ヒコヤイミミ）命（『日本書紀』には登場しない）、岐須美美命（『日本書紀』には登場しない。『先代旧事本紀』の研耳（キスミミ）命に相当）が記録されている。